# 双日ブルーアローズ
双日ブルーアローズ（そうじつブルーアローズ、Sojitz Blue Arrows）は、2025年現在関東社会人リーグ2部Bに所属する双日のラグビーチーム。江東区・目黒区・品川区を中心に活動中。

## 歴史
- 2004年、創部[3]。2018-2019シーズンまでブルーアローズだった[4]。

## リーグ戦戦績
- 2012-2013 関東社会人リーグ2部Bグループ 4位（3勝3敗）
- 2013-2014 関東社会人リーグ2部Aグループ 2位（5勝1敗）
- 2014-2015 関東社会人リーグ2部Dグループ 2位（5勝1敗）
- 2015-2016 関東社会人リーグ2部Aグループ 3位（4勝2敗）
- 2016-2017 関東社会人リーグ2部Cグループ 6位（1勝4敗1分）、入替戦：勝利、関東社会人リーグ2部残留
- 2017-2018 関東社会人リーグ2部Dグループ 優勝（6勝）、2部順位決定戦：3位、関東社会人リーグ2部残留
- 2018-2019 関東社会人リーグ2部Bグループ 優勝（4勝1敗）、順位決定戦：3位、関東社会人リーグ1部昇格
- 2019-2020 関東社会人リーグ1部 6位（3勝3敗1分）
- 2020-2021 リーグ戦中止
- 2021-2022 関東社会人リーグ1部 5位（4敗）
- 2022-2023 関東社会人リーグ1部 8位（1勝7敗）、入替戦：敗戦、関東社会人リーグ2部降格
- 2023-2024 関東社会人リーグ2部A 6位（1勝5敗）
- 2024-2025 関東社会人リーグ2部A 7位（1勝6敗）